# Hackness Martello Tower and Battery

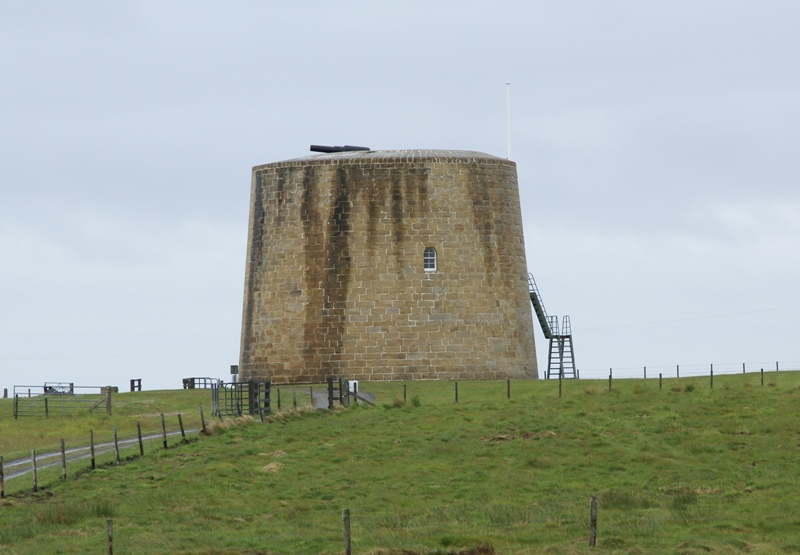
Hackness Martello Tower.

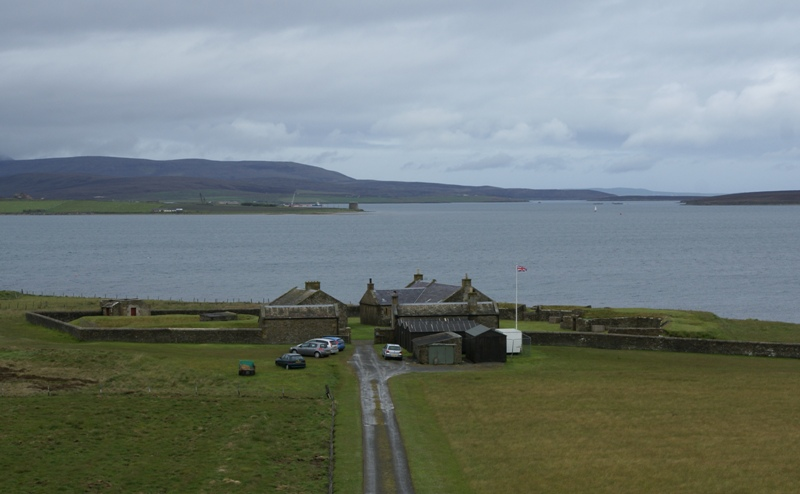
Hackness Battery, gezien vanaf de Martello-toren. Aan de overzijde van de Longhope Sound staat de Crockness Martello Tower.

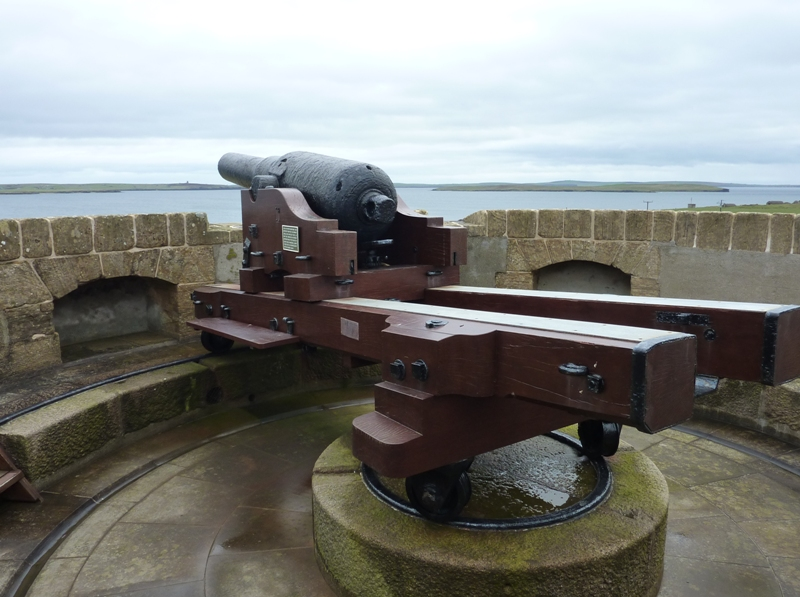
De 64-ponder op de martellotoren.

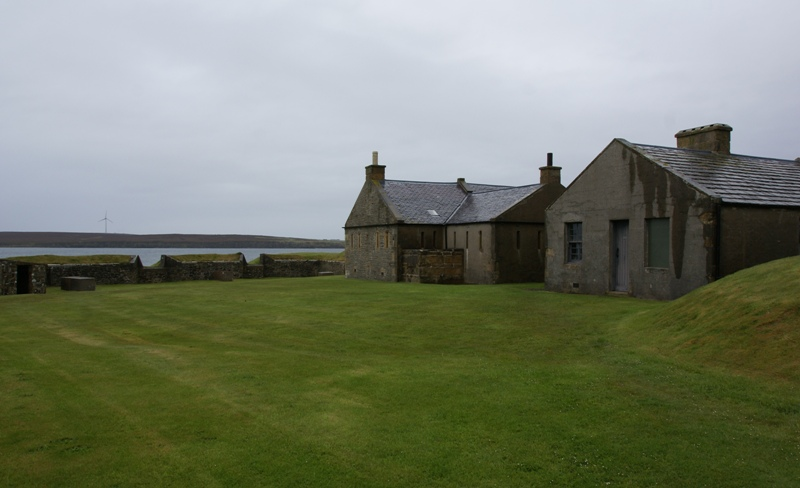
De batterij met rechts de barakken en het blok met de keuken.

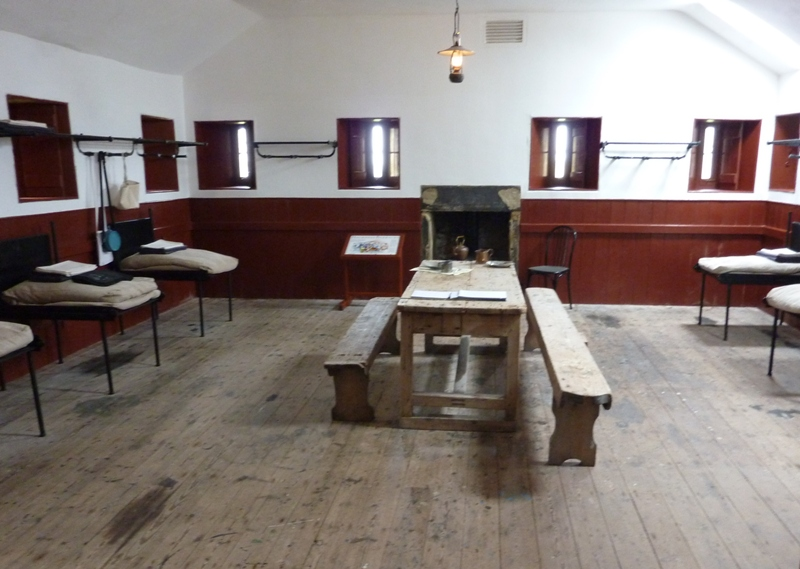
Het interieur van de barakken.

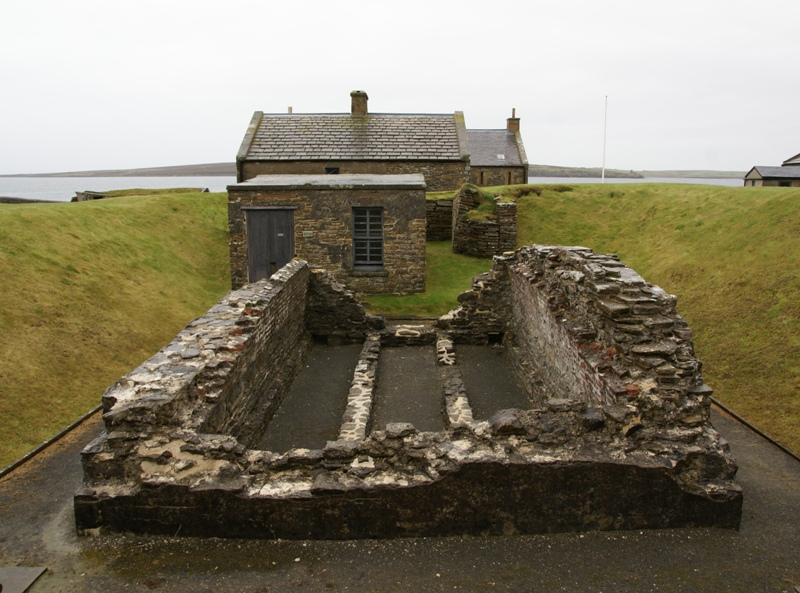
Het kruitmagazijn van de batterij.

Het complex van de Hackness Martello Tower and Battery, ook wel de Longhope Gun Battery genoemd, is een negentiende-eeuwse versterking aangelegd bij Hackness op het eiland South Walls, dat deel uitmaakt van de Schotse Orkney-eilanden.

## Geschiedenis
De kustbatterij van Hackness werd gebouwd in 1813 toen het Verenigd Koninkrijk in oorlog was met het Napoleontische Frankrijk en met de Verenigde Staten van Amerika. De batterij moest de Longhope Sound beschermen, die diende als ankerplaats voor Britse en Scandinavische koopvaardijschepen. In 1814 werd de batterij uitgebreid met twee martellotorens: een in Crockness, aan de westzijde van Longhope Sound, en een in Hackness, aan de oostzijde van Longhope Sound.
In 1866 werden de batterij en de martellotorens voorzien van beter geschut: de oorspronkelijke 24-ponders werden vervangen door 68-ponders. De kanonnen zijn nooit gebruikt, behalve bij oefeningen. Rond 1900 zijn de kanonnen verwijderd.
Tijdens de Eerste Wereldoorlog werden de barakken van de batterij gebruikt om kanonniers van het luchtdoelgeschut te huisvesten. De martellotoren van Hackness werd gebruikt als uitkijkpost.
In 1922 werd de batterij en de toren verkocht aan de beheerder van dat moment, William Cload, die het complex gebruikte als boerderij. In 1995 kocht Historic Scotland het complex van diens kleinzoon.

## Bouw
Aan de westkust van South Walls bij Hackness ligt de batterij met de bijbehorende barakken en opslagruimtes. Tweehonderd meter ten zuidoosten van dit complex staat de martellotoren van Hackness.

### Hackness Battery
De Hackness Battery bestond oorspronkelijk uit een batterij van acht 24-ponders, die achter een stenen borstwering (barbette) waren opgesteld. Aan de zuidwestzijde ervan bevinden zich de barakken voor de kanonniers, de opslagruimtes en een kruitmagazijn. Een lage stenen muur omringt het complex aan de landzijde.
De poort van het complex bevindt zich aan de zuidoostelijke zijde en wordt geflankeerd door de kwartieren van de officieren aan de noordoostelijke zijde en door het wachthuis aan de zuidwestelijke zijde. Aan de zuidwestzijde van het complex, zo ver mogelijk van de kanonnen vandaan, bevond zich het kruitmagazijn, dat lager dan het grondniveau was gebouwd en omringd werd door een aarden wal. Ten noordwesten van het kruitmagazijn bevinden zich de latrines. Ten noordoosten van het kruitmagazijn bevindt zich een blok met daarin de keuken, wasruimte en opslagruimtes. Ten noordoosten van dit blok bevindt zich een L-vormige barak voor de huisvesting van de kanonniers. Aan alle zijden van de barak bevinden zich smalle, verticale ramen, die kunnen dienen als schietgaten.
De batterij werd in 1866 aangepast, waarbij er in plaats van acht 24-ponders, vier 68-ponders geplaatst konden worden. Deze kanonnen stonden achter een borstwering die de vorm heeft van een halve maan. De kanonnen bestreken samen een veld van 120 graden. Aan beide uiteinden van deze borstwering bevond zich aan de binnenzijde een kleine wapenopslagplaats voor geweren. Centraal, eveneens aan de binnenzijde, bevond zich een klein kruitmagazijn, het zogenaamde forward magazine.

### Hackness Martello Tower
De Hackness Martello Tower is vrijwel geheel uit rode zandsteen opgetrokken. De martellotoren heeft een ellipsvormige plattegrond, waarbij de muur aan de zeezijde tweemaal zo dik is als de muur aan de landzijde om beter bestand te zijn tegen scheepsbombardementen. Op de dikste plaats is de muur 4,25 meter dik. De toren heeft slechts één toegang en die bevindt zich aan de landzijde vier meter boven het grondniveau, enkel bereikbaar met een ladder. De toegang leidt naar een ruimte met een diameter van 7,6 meter die dient als barak voor negen kannonniers, met een afgeschermde ruimte voor de officier.
Vanuit de ruimte die diende als barak zijn er trappen in de muur aangebracht naar beneden en naar boven. De trap naar beneden leidt naar de begane grond, waar zich de opslagruimte en het kruitmagazijn bevinden. De kruitruimte is voorzien van een gewelf zodat bij een eventuele ontploffing van het kruit de toren zo veel mogelijk beschermd wordt. Het kruitmagazijn was bereikbaar via de shifting room, een ruimte waar men naar kleding wisselde die geen metalen onderdelen had, aangezien metaal vonken kon veroorzaken. Het kruitmagazijn beschikte over een lichtkast (light closet) waar men een lamp achter een glazen raam plaatste om het kruitmagazijn te verlichten zonder dat er vuur in het magazijn zelf aanwezig hoefde te zijn. Onder de opslagruimtes bevindt zich een ruimte waarin regenwater, afkomstig van de bovenste verdieping, werd verzameld na filtering. Dit water kon met een handpomp worden opgepompt naar de barak en diende als drinkwater.
Vanuit de barak leidt de trap naar boven naar het kanonplatform boven op de toren. Hier bevindt zich een rond ijzeren spoor dat rust op granieten stenen. Op het spoor kan een kanon 360 graden ronddraaien. Bij de bouw stond er een 24-ponder op de toren; in 1866 werd deze vervangen door een 68-ponder. In de 21e eeuw staat er een 64-ponder op een moderne reproductie van de oorspronkelijke affuit.

## Beheer
Het complex van de Hackness Martello Tower and Battery wordt beheerd door Historic Scotland. De tweede martellotoren, die in Crackness op Hoy staat, is privé-eigendom.